# Lush Life (chanson de Billy Strayhorn)
Pour l’article homonyme, voir Lush Life (chanson de Zara Larsson).
Lush Life est une chanson de jazz composée en 1933-1936 par le pianiste, arrangeur et compositeur de jazz américain Billy Strayhorn.
Cette chanson a été décrite comme un « hymne à la désillusion prématurée ».

## Historique
Billy Strayhorn est encore un adolescent lorsqu'il écrit la majeure partie de la chanson qui allait devenir sa signature (avec Take the 'A' Train).
« La légende veut que Strayhorn ait apporté sa ballade Lush Life à Ellington lors de leur première rencontre ».

## Description
Les paroles décrivent la lassitude de l'auteur à l'égard de la vie nocturne après un échec amoureux, perdant son temps avec « du jazz et des cocktails » dans « des endroits où tout peut arriver » et en compagnie de filles aux « visages gris tristes et maussades/avec des traces distinguées ». 
La chanson est écrite dans la tonalité de ré bémol majeur. La mélodie repose sur des changements d'accords relativement complexes, par rapport à de nombreux standards de jazz, avec des mouvements chromatiques et des modulations qui évoquent un état onirique et l'esprit dissolu caractéristique de ce qu'on appelle la vie de luxe.
Le chromatisme et les grands écarts de cette chanson en font l'un des standards de jazz les plus difficiles à chanter.

## Versions notables
Nat King Cole a interprété Lush Life en 1949, tandis que le trompettiste Harry James l'a enregistré quatre fois. 
Dans les années 1950, elle a été interprétée par les chanteuses de jazz Ella Fitzgerald, Carmen McRae et Sarah Vaughan.
Parmi les autres musiciens qui ont enregistré la chanson figurent Joey Alexander, Chet Baker, Andy Bey, Anthony Braxton, Sylvia Brooks, Kate Ceberano & Mark Isham, Sammy Davis Jr, Blossom Dearie, Bebi Dol, Lisa Ekdahl, Ella Fitzgerald & Oscar Peterson, Bill Frisell, Stan Getz, Joe Henderson, Stevie Holland, José James, Molly Johnson, Sheila Jordan, Rahsaan Roland Kirk, Julie London, Patti Lupone, Johnny Mathis, Tito Puente, Joshua Redman, Buddy Rich, Linda Ronstadt, Terell Stafford, McCoy Tyner, Ernie Watts, Bob Welch et Nancy Wilson.
La version de Linda Ronstadt a remporté le Grammy Award du meilleur arrangement instrumental accompagnant une ou plusieurs voix (1986).

## Autres versions
- John Coltrane - Lush Life (1958)[3]
- Billy Eckstine - No Cover, No Minimum (1960)
- Johnny Hartman - John Coltrane and Johnny Hartman (1963)[4]
- Jack Jones –  Where Love Has Gone (1964)
- Nancy Wilson - Lush Life (1967)
- Bud Powell - Strictly Powell Vol. 1 (1975)
- Donna Hightower – El Jazz y Donna Hightower (1975)
- Donna Summer – Donna Summer produit par Quincy Jones (1982)
- Rickie Lee Jones  – Girl at Her Volcano (1983)
- Rare Silk - New Weave (1983)
- Joe Pass - Virtuoso No. 4 (1983, recorded in 1973)[5]
- Tony Scott – Lush Life et Lush Life Volume 2 (1989) – un tour de force, avec 13 interprétations de la chanson[6],[7],[8]
- Linda Ronstadt - Lush Life (1958)[9]
- Natalie Cole – Unforgettable... with Love (1991)
- Eileen Farrell – It's Over (1991)
- Queen Latifah – The Dana Owens Album (2004)[10]
- Karl-Heinz Steffens - Lush Life (2006)[11]
- Kurt Elling - Dedicated To You: Kurt Elling Sings the Music of Coltrane and Hartman (2009)[12]
- Tony Bennett et Lady Gaga – Cheek to Cheek (2014)[13]
- Anaïs Reno - Lovesome Thing (2021)[14],[15],[16],[17],[18],[19]